# Заиченко, Георгий Антонович
Георгий Антонович Заиченко (21 июля 1921, с. Гусарка, Запорожская область — январь 2001) — советский философ, доктор философских наук (1975), профессор.

## Биография
Родился в селе Гусарка Куйбышевского района Запорожской области УССР. В 1951 году окончил философский факультет МГУ, затем в 1955 году аспирантуру. С 1956 года работал младшим научнымм сотрудником Института Философии АН СССР, в сентябре того же года перевёлся в Днепропетровский химико-технологический институт на должность доцента кафедры философии. В 1975 году защитил докторскую диссертацию по теме «Соотношение языка и знания в английской лингвистической философии». Удостоен звания профессора, занял должность заведующего кафедрой. Удостоен звания «Заслуженный работник высшей школы УССР».

## Труды
- Заиченко Г. А. К вопросу о критике современного английского позитивизма. — Харьков, 1971.
- Заиченко Г. А. Джон Локк. — М., 1973 (2-е изд., дополн. — М., 1988).
- Заиченко Г. А. Постмодернизм: ключевые идеи Л. Витгенштейна и Ж. Деррида. — Философская и социологическая мысль. — Киев, 1992. — Т. №4.
- Філософія. Підручник для вузів. За ред. Г. А. Заіченко та ін. — Киів,, 1995.
- Заиченко Г. А. Философия языка и язык философии // Философская и социологическая мысль. — Киев, 1996..
- Заиченко Г. А. Метафизика и язык философии // Историко-философский ежегодник-96. М., 1997.

- Заиченко Г. А. Парадоксы и антиномии свободы: И. Кант, М. Фуко, Ж. Лиотар // Кантовский сборник. Вып.20. Калининград, 1997.
- История западной философии: Классика против постмодернизма. — Д. : Наука и образование, 2000.